# گورنی کلیوچ
گورنی کلیوچ (انگلیسی: Gorny Klyuch) یک شهرک در شهرستان کویورگازینسکی جمهوری باشقیرستان در کشور روسیه است.